# Chorthippus jilinensis
Chorthippus jilinensis är en insektsart som beskrevs av Ren, Bingzhong, Z. Zhao och Hao 2002. Chorthippus jilinensis ingår i släktet Chorthippus och familjen gräshoppor. Inga underarter finns listade i Catalogue of Life.